# Krome Studios Melbourne
Krome Studios Melbourne est un développeur australien de jeux vidéo, également anciennement éditeur et distributeur de jeux vidéo. C'était l'un des studios de développement indépendant les plus importants du monde qui a compté jusqu'à 400 employés. Le studio a été créé en 1977  par Alfred Milgrom et Naomi Besen. D'abord appelé Beam Software, le studio australien est racheté par Infogrames en 2000 et devient alors Melbourne House. Il est ensuite racheté par Krome Studios en 2006 et change à nouveau de nom pour Krome Studios Melbourne.

## Historique

### Création de Beam Software / Melbourne House
Le studio est fondé en 1977 sous le nom de Beam Software par Alfred Milgrom et Naomi Besen (le nom, Beam, est la contraction des initiales des noms des fondateurs[réf. nécessaire]), et basé à Melbourne en Australie.
Dans un premier temps, le studio se concentre sur le ZX80, publiant un des premiers livres à propos d'un micro-ordinateur, 30 programs for the Sinclair ZX80. La sortie du ZX81 fait s'effondrer les ventes de ZX80, et le studio se diversifie en publiant guides et manuels pour cette nouvelle machine, entre autres.
Côté jeux, il a d'abord été connu pour les jeux The Way of the Exploding Fist pour Amstrad CPC, ZX Spectrum, BBC Micro, Acorn Electron, Commodore 64 et Commodore 16, The Hobbit en 1982 pour (ZX Spectrum, Commodore 64, Amstrad CPC et BBC Micro) et Sherlock en 1984 pour ZX Spectrum et Commodore 64. Melbourne House est une des rares compagnies de jeux vidéo à avoir longtemps survécu, en étant un des plus importants studios d'Australie pendant sa longue existence.

### Années 1990
Dans le début des années 1990, Melbourne House s'est établi dans leur pays d'origine avec des titres tels que Aussie Rules Footy et International Cricket pour NES. En 1993, ils ont sorti Shadowrun, qui s'est avéré le début d'une belle aventure sur le marché RPG, se traduisant aujourd'hui par l'existence d'une petite mais dévoue base de fans. Dans le milieu des années 1990, Melbourne House a trouvé le succès avec des titres PC tels que Krush Kill 'n' Destroy (KKND), et sa suite KKND2: Krossfire. Malheureusement, KKND2 est sorti en Corée du Sud avant de sortir sur le marché américain et des versions pirates du jeu furent disponibles sur internet bien avant sa sortie en magasin...
Ils furent les développeurs des versions 32-bits de The Lost Vikings pour la Saturn, la PlayStation et le PC en 1996. Ils ont aussi aidés à produire des jeux SNES tels que WCW SuperBrawl Wrestling, Smash TV (jeu vidéo) et une version de International Cricket sorti sous le nom Super International Cricket. Ils ont porté le jeu Saturn Bug! vers Windows 3.x en août 1996.
Ils ont entre autres participé à la création de Alien Earth, un Jeu de stratégie de l'époque en 1998), et de Back to the Future Part III, un jeu inspiré de la saga du même nom. Ils avaient alors comme partenaire Playmates Interactive.

### Années 2000
Le studio a développé les jeux de course DethKarz et GP500, peu avant qu'ils soient acquis par Infogrames, consolidant une réputation dans le domaine des jeux de course avec Test Drive: Le Mans et Looney Tunes: Space Race (tous deux sur Dreamcast et sur PlayStation 2), suivi de Grand Prix Challenge pour PlayStation 2, avant une aventure désastreuse dans le domaine du jeu de tir à la troisième personne avec Men in Black II: Alien Escape sur PlayStation 2 et GameCube.
En 2004, ils ont sorti Transformers sur PlayStation 2. Le jeu a atteint des sommets de ventes au Royaume-Uni pour la PlayStation 2, en faisant un des plus grands succès commerciaux récents de Melbourne House.
Le studio a travaillé sur les versions PlayStation 2 et PlayStation Portable et Xbox 360 du titre Test Drive Unlimited.
En 2006 Krome Studios a annoncé qu'ils avaient acquis Melbourne House auprès de Atari et que le studio deviendrait Krome Studios Melbourne.
Depuis, leurs dernières productions sont issues des deux premiers opus de la nouvelle trilogie de Spyro avec The Legend of Spyro: A New Beginning et The Legend of Spyro: The Eternal Night sur consoles de salon.
Krome garde une certaine autonomie en lançant des partenariats par exemple avec Microsoft et Rare pour la conception quasi intégrale de Viva Piñata: Party Animals.

## Ludographie

### En tant que Beam Software / Melbourne House
- 1982 : Strike Force (TRS-80), Hungry Horace, Horace Goes Skiing, Horace and the Spiders, The Hobbit
- 1984 : Castle of Terror, Hampstead, Mugsy, Sherlock
- 1985 : Gyroscope, Lord of the Rings: Game One, Terrormolinos, Way of the Exploding Fist, Wham! The Music Box
- 1986 : Kwah!, Astérix and the Magic Cauldron (Commodore 64, ZX Spectrum, Amstrad CPC), Marble Madness, Mugsy's Revenge, Redhawk
- 1987 : Bop'n Rumble, Throne of Fire, Roadwars, Shadows of Mordor
- 1988 : Samurai Warrior: The Battles of Usagi Yojimbo, The Muncher, Xenon
- 1989 : War in Middle Earth, Back to the Future (NES)
- 1990 : Back to the Future Part II and III (NES), Dash Galaxy in the Alien Asylum (NES), Boulder Dash (Game Boy), NBA All-Star Challenge (Game Boy), The Punisher (NES)
- 1991 : The Hunt for Red October (Game Boy), Smash TV (NES), Family Feud (NES), J. R. R. Tolkien's Riders of Rohan (DOS), Aussie Rules Footy (NES), Power Punch II (NES)
- 1992 : Nightshade (NES), T2: The Arcade Game (Game Boy), NBA All-Star Challenge 2 (Game Boy), Tom and Jerry (Game Boy), Super Smash TV (SNES), George Foreman's KO Boxing (Game Boy)
- 1993 : We're Back BC (Game Boy), Agro Soar (Game Boy), Blades of Vengeance (Mega Drive), NFL Quarterback Club (Game Boy), Radical Rex (Mega Drive), Shadowrun (SNES), Super High Impact (Mega Drive, SNES), Tom and Jerry - Frantic Antics (Mega Drive)
- 1994 : The Simpsons: Itchy and Scratchy in Miniature Golf Madness (Game Boy) ; WCW: The Main Event (Game Boy) ; Super Smash TV (GG, SMS) ; 5 in 1 FunPak (GG) ; Solitaire FunPak (Game Boy) ; Cricket '97 Ashes Edition (PC) ; Radical Rex (SNES)
- 1995 : True Lies (GB, Mega Drive, SNES) ; The Dame Was Loaded (en) (PC)
- 1996 : Wildcats (SNES)
- 1997 : Caesars Palace (PlayStation)
- 1997 : KKnD (PC)
- 1998 : Dethkarz (PC)
- 1998 : NBA Action 98 (PC)
- 1998 : KKND2: Krossfire (PC, PlayStation)
- 1999 : GP 500 (PC)

### En tant que Infogrames Melbourne House / Atari Melbourne House
- 2000 : 24 Heures du Mans (Dreamcast) ; Looney Tunes: Space Race (Dreamcast)
- 2001 : 24 Heures du Mans (PS2)
- 2002 : 24 Heures du Mans (PC) ; Space Race (PS2) ; Men in Black II: Alien Escape (PS2) ; Grand Prix Challenge (PS2)
- 2003 : Men in Black II: Alien Escape (Nintendo GameCube)
- 2004 : Transformers (PS2)
- 2007 : Test Drive Unlimited (PS2, PSP)

## Sources
- (en) Cet article est partiellement ou en totalité issu de l’article de Wikipédia en anglais intitulé « Krome_Studios_Melbourne » (voir la liste des auteurs).